# 1788 en philosophie
Chronologie de la philosophie
- 1784
- 1785
- 1786
- 1787
- 1788
- 1789
- 1790
- 1791
- 1792

L’année 1788 a été marquée, en philosophie, par les événements suivants :

## Publications
- Emmanuel Kant, Critique de la raison pratique.
- Jacques-Henri Meister : 
  - À la mémoire de M. Diderot, Correspondance littéraire, 1786. Publié ensuite en volume, sous le titre - plus connu : Aux mânes de Diderot, Londres et se trouve à Paris, chez Volland, 1788. Réédité, entre autres, dans les éditions Brière (1821) et Assézat (1875) des éditions des Œuvres de Diderot.
  - De la morale naturelle, Paris, Volland.
- Joseph Priestley : Lectures on History and General Policy.
- Thomas Reid : Essais sur les pouvoirs actifs de l'homme.